# Градски превоз путника Осијек
Градски превоз путника Осијек (скраћеница ГПП) је градско привредно друштво који је оператер трамвајског и аутобуског саобраћаја у Осијеку.
Постоји још од давне 1884. године када је у Осијеку кренуо коњски трамвај, први у Хрватској. Осијек се може похвалити да је имао трамвај прије многих европских и светских градова. Пример, имао га је пре Сан Франциска којему је трамвај данас један од заштитних знакова. Године 1926. извршена је електрификација трамвајске линије која је до тада била једноколосијечна и пролазила је кроз средину Тврђе. Траса је изравнана и измјештена ван Тврђе, те је уведен двоколосјечни промет с окретиштима на оба краја линије (Зелено поље - Подграђе). Данашња окретишта су на истоку Зелено поље, на западу Вишњевац и на југу Босутско насеље (Мачкамама).
Каснијих година је додатно уведен и аутобус тако да се превоз путника одваја на трамвајски и аутобуски саобраћај. Осијек је од 2006. послао старе трамваје Tatra T3 на обнову у Чешку. Сачувана су и рестаурирана трамвајска електрична кола из 1928, која служе као туристички трамвај који је од прошле године стављен у функцију. Трамвајски превоз се одвија на три линије (трећа нова линија за Босутско насеље отворена је за дан града 2006. године). Девет аутобуских линија повезују цијели град те предграђа. Даља ширења трамвајске мреже планирају се ове године према Сјењаку и Југу 2.

## Трамвајске линије
- Линија 1: Вишњевац - Зелено Поље (повремено Вишњевац-Подграђе)
- Линија 2: Трг Анте Старчевића - Бикара

## Аутобуске линије
- 1: (двојна линија) Канижлић - Г.трг - Југ 2
- 1: (двојна линија) Петрове горе - Југ 2
- 3 Чепин (Бријешће) - Гајев трг - Тења
- 3/4: МИО - Гајев трг - Чепин
- 4: Чепин (Чепински Мартинци) - Гајев трг - Тења
- 4а: Чепин - Гајев трг - Тења
- 5: Бијело брдо - Гајев трг - (Петријевци) Бизовац
- 6: Ивановац - Гајев трг - (Биље) - Дарда
- 7: Ласлово - Гајев трг - (Подравље) - Тврђавица
- 8: Југ ИИ - Зелено Поље - Болница - Југ 2 (Неметин - аеродром Клиса - не вози до даљнег)

Укинуте линије:
- 2: Босутско насеље - Дивалтова - Хутлерова - Г.трг - Босутско насеље

Ова кружна линија је укинута, јер више не постоји потреба за њом, након пуштања у саобраћај трамвајске линије 2.